# Liste von Persönlichkeiten der Stadt Frohburg
Die Liste von Persönlichkeiten der Stadt Frohburg enthält Personen, die in der Geschichte der sächsischen Stadt Frohburg im Landkreis Leipzig eine nachhaltige Rolle gespielt haben. Es handelt sich dabei um Persönlichkeiten, die Ehrenbürger der Stadt gewesen, in Frohburg und den heutigen Ortsteilen geboren oder gestorben sind oder hier gewirkt haben.
Für die Persönlichkeiten aus den nach Frohburg eingemeindeten Ortschaften siehe auch die entsprechenden Ortsartikel.

## Ehrenbürger
- Ernest Schmitt (1855–1928), Königlich Sächsischer Kommerzienrat, Gründer der Textildruckerei in Frohburg, auf den Friedhof erinnert eine Gedenktafel an ihn[1]
- 1939 Hans Pfitzner (1869–1949), Komponist, Dirigent und Autor politischer und theoretischer Schriften
- 1953: Otto Nuschke (1883–1957), Politiker und CDU-Vorsitzender in der Sowjetischen Besatzungszone und in der DDR

## Söhne und Töchter der Stadt

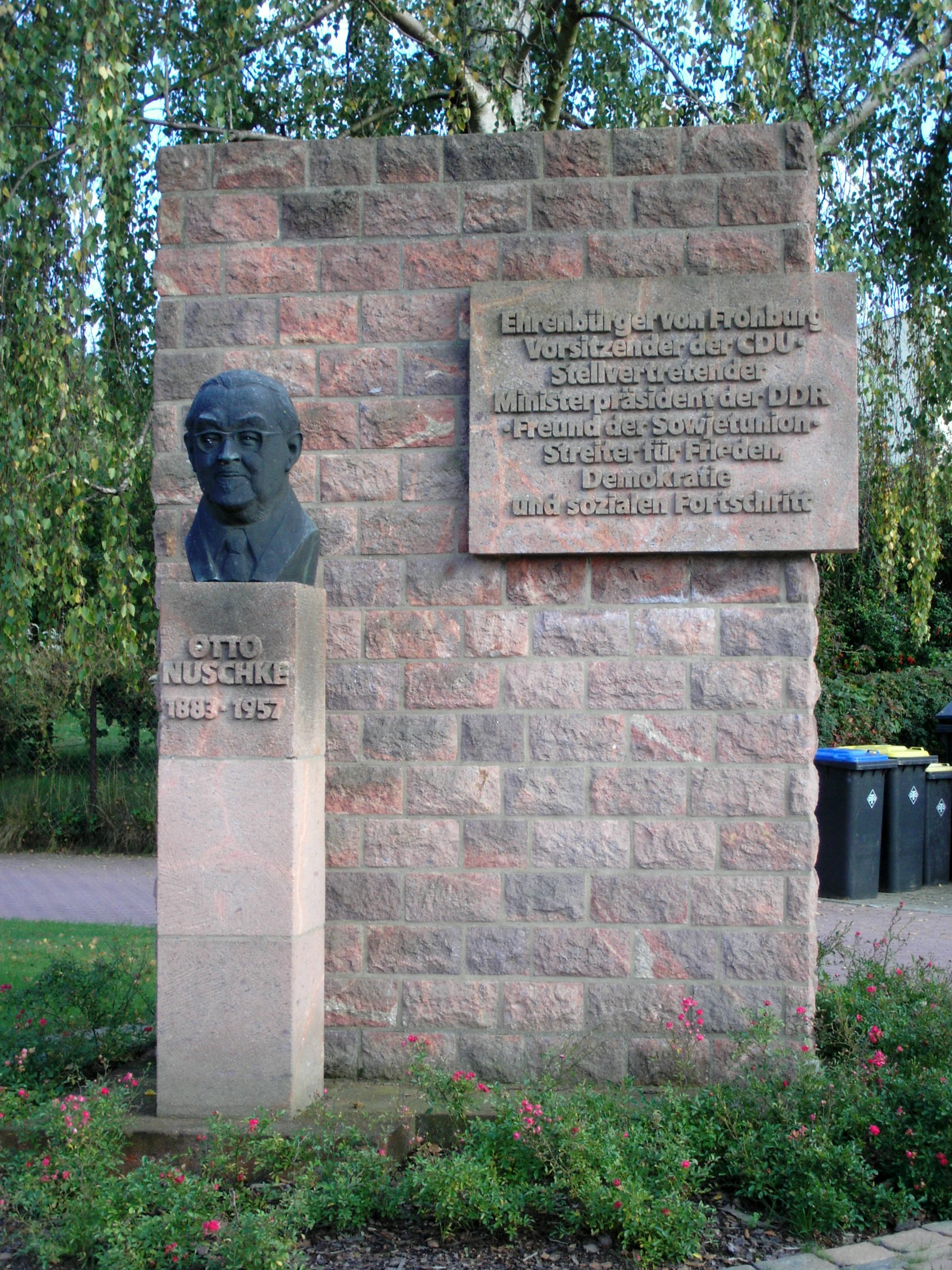
Otto-Nuschke-Denkmal

- Christian Friedrich Bauer (1696–1752), evangelischer Theologe, geboren in Hopfgarten
- Wilhelm Gottfried Bauer (1779–1853), Porträtmaler
- Haubold von Einsiedel (1792–1867) Rittergutsbesitzer, Abgeordneter und Landrat, geboren in Prießnitz
- Friedrich Adolf Voigt (1857–1939), Altphilologe und Gymnasiallehrer.
- Louis Schlegel (1858–1929), Politiker (SPD), Reichstagsabgeordneter, Landtagsabgeordneter in Württemberg, geboren in Terpitz
- Johannes Schmidt (1861 im Ortsteil Greifenhain –1926) klassischer Philologe und Gymnasiallehrer.
- Otto Richter (1873–nach 1944), Politiker (SPD), MdL (Königreich Sachsen)
- Johannes Mühler (1876–1952), Klischeehersteller, Berufs- und Pressefotograf
- Otto Nuschke (1883–1957), Politiker und CDU-Vorsitzender in der Sowjetischen Besatzungszone und in der DDR
- Johannes Leipoldt (1900–1974), Historiker, Museologe, Flurnamenforscher
- Guntram Vesper (1941–2020), Schriftsteller, sein Roman Frohburg erhielt 2016 den Preis der Leipziger Buchmesse und 2017 den erstmals vergebenen Erich-Loest-Preis
- Richard Schröder (* 1943), Theologe und Philosoph
- Norbert Warnatzsch (* 1947 im Ortsteil Nenkersdorf), Schwimmtrainer
- Christoph Poland (* 1949), Politiker (CDU) und Mitglied des Deutschen Bundestags
- Jochen Rudi (* 1949), Kaufmann und ehemaliger Präsident des 1. FC Dynamo Dresden.
- Reinhard Wosniak (1953–2020), Schriftsteller
- Rainer Müller (* 1966), Historiker und Bürgerrechtl

## Persönlichkeiten, die mit der Stadt in Verbindung stehen
- Kunz von Kauffungen (* 1410 in Kauffungen; † 1455 in Freiberg), sächsischer Adliger, Initiator des Altenburger Prinzenraubes, soll von 1552 bis 1555 im Schloss Wolftitz gelebt haben
- Friedrich Carl von Pöllnitz (* 1682 in Zeitz; † 1760 auf Gut Benndorf), Gutsbesitzer auf Benndorf, kursächsisch-polnischer Oberhofmarschall und Liebhaber der Herzogin Henriette Charlotte von Sachsen-Merseburg, sowie Domdechant von Meißen.
- Georg Heinrich Barth (* 1703 in Glaucha; † 1786), Pastor in Frohburg
- Heinrich Ulrich Erasmus von Hardenberg (* 1738 in Oberwiederstedt; † 1814 in Weißenfels), kursächsischer Salinendirektor. Er war der Vater des Dichters Friedrich von Hardenberg (Novalis) und erbte u. a. das Rittergut Frohburg
- Siegfried Leberecht Crusius (1738–1824), Buchhändler und Verleger
- Wilhelm Crusius (1790–1858), Landwirt und Agrarreformer in Sachsen
- Johann Paul von Falkenstein (* 1801 in Pegau; † 1882 in Dresden), Konservativer sächsischer Jurist, Verwaltungsbeamter und Politiker, hatte einen Landsitz in Frohburg
- Werner Stein (* 1855 in Braunschweig; † 1930 in Streitwald), Bildhauer, hatte seinen Alterssitz in Streitwald bei Frohburg
- Friedrich Krug von Nidda und von Falkenstein (* 1860 in Dresden; † 1934 in Frohburg), Verwaltungsjurist und Politiker (DNVP) in Sachsen, Schloss Frohburg war sein Stammsitz
- Hans Pfitzner (* 1869 in Moskau; † 1949 in Salzburg), Komponist, Dirigent und Autor politischer und theoretischer Schriften
- Kurt Feuerriegel (* 1880 in Meißen; † 1961 in Frohburg), einer der bedeutendsten Kunstkeramiker des 20. Jahrhunderts in Sachsen, hatte seine Keramikwerkstatt in Frohburg
- Ernst Julius Vesper (* 1866 in Reinsberg bei Freiberg; † 1956 in Frohburg), schrieb seine veterinärmedizinische Dissertation 1924 über die Borna-Krankheit der Pferde;[2] langjähriger Tierarzt in Frohburg und Umgebung, Großvater des Schriftstellers Guntram Vesper
- Conrad Felixmüller (* 1897 in Dresden; † 1977 in Berlin-Zehlendorf), Maler, lebte von 1944 bis 1967 in Tautenhain und schuf 1951/52 für die dortige Kirche die Emporenbilder
- Fritz-Karl Bartnig (* 1926 in Dirschken; † 1988) Politiker (CDU)
- Georg-Ludwig von Breitenbuch (* 1971), Politiker (CDU), MdL, Vorstand der Agrargenossenschaft Kohrener Land eG, lebt in Kohren-Sahlis